# Linum komarovii
Linum komarovii är en linväxtart. Linum komarovii ingår i släktet linsläktet, och familjen linväxter.

## Underarter
Arten delas in i följande underarter:
- L. k. boreale
- L. k. komarovii